# Майк Естеп
Майк Естеп (англ. Mike Estep; нар. 19 липня 1949) — колишній американський тенісист.
Найвищу одиночну позицію світового рейтингу — 59 місце досяг 23 серпня, 1973 року.
Здобув 2 одиночні та 7 парних титулів.
Найвищим досягненням на турнірах Великого шолома були чвертьфінали в парному розряді.
Завершив кар'єру 1983 року.

## Фінали Гран-прі та WCT

### Одиночний розряд: 4 (2–2)
| Результат | W/L | Дата     | Турнір        | Покриття | Суперник       | Рахунок                 |
| --------- | --- | -------- | ------------- | -------- | -------------- | ----------------------- |
| Перемога  | 1–0 | Сер 1973 | Меріон, США   | Трава    | Джин Скотт     | 7–5, 3–6, 7–6, 3–6, 7–5 |
| Перемога  | 2–0 | Лют 1976 | Хартум, Судан | Тверде   | Томас Кош      | 6–4, 6–7, 6–4, 6–3      |
| Поразка   | 2–1 | 1982     | Тампа, США    | Тверде   | Браян Готтфрід | 7–6, 2–6, 4–6           |
| Поразка   | 2–2 | 1982     | Ньюпорт, США  | Трава    | Генк Пфістер   | 1–6, 5–7                |

### Парний розряд: 16 (7–9)
| Результат | Ранг | Рік  | Турнір                       | Покриття   | Партнер          | Суперники                          | Рахунок        |
| --------- | ---- | ---- | ---------------------------- | ---------- | ---------------- | ---------------------------------- | -------------- |
| Перемога  | 1.   | 1973 | Омаха, США                   | Тверде (i) | Вільям Браун     | Джиммі Коннорс Хуан Хісберт стар.  | default        |
| Перемога  | 2.   | 1973 | Солт-Лейк-Сіті, США          | Тверде (i) | Рауль Рамірес    | Їржі Гржебець Ян Кукал             | 6–4, 7–6       |
| Перемога  | 3.   | 1973 | Калгарі, Канада              | Indoor     | Іліє Настасе     | Сабольч Барані Петер Соке          | 6–7, 7–5, 6–3  |
| Перемога  | 4.   | 1973 | Валенсія, Іспанія            | Ґрунт      | Йон Ціріак       | Патрік Гомберґен Бернар Міньйо     | 6–4, 1–6, 10–8 |
| Поразка   | 1.   | 1973 | Барселона, Іспанія           | Ґрунт      | Йон Ціріак       | Хуан Хісберт стар. Мануель Орантес | 4–6, 6–7       |
| Перемога  | 5.   | 1973 | Джакарта, Індонезія          | Тверде     | Ян Флетчер       | Джон Ньюкомб Аллан Стоун           | 7–5, 6–4       |
| Перемога  | 6.   | 1974 | Philadelphia WCT, США        | Килим      | Пет Крамер       | Жан-Батіст Шанфро Жорж Говен       | 6–1, 6–1       |
| Поразка   | 2.   | 1974 | Гемптон, США                 | Килим      | Пет Крамер       | Желько Франулович Нікола Пилич     | 6–4, 5–7, 1–6  |
| Поразка   | 3.   | 1974 | Мельбурн, Австралія          | Трава      | Пол Кронк        | Гровер Раз Рейд Аллан Стоун        | 6–7, 4–6       |
| Поразка   | 4.   | 1974 | Маніла, Філіппіни            | Тверде     | Марсельйо Лара   | Сід Болл Росс Кейс                 | 3–6, 6–7, 7–9  |
| Перемога  | 7.   | 1975 | Washington Indoor WCT, США   | Килим      | Джефф Сімпсон    | Ананд Амрітрадж Віджай Амрітрадж   | 7–6, 6–3       |
| Поразка   | 5.   | 1975 | Х'юстон, США                 | Ґрунт      | Джефф Сімпсон    | Роберт Лутц Стен Сміт              | 5–7, 6–7       |
| Поразка   | 6.   | 1975 | Бостон, США                  | Ґрунт      | Джон Ендрюс      | Браян Готтфрід Рауль Рамірес       | 6–4, 3–6, 6–7  |
| Поразка   | 7.   | 1976 | Кельн, Німеччина             | Килим      | Колін Даудесвелл | Боб Г'юїтт Фрю Макміллан           | 1–6, 6–3, 6–7  |
| Поразка   | 8.   | 1981 | Stuttgart Outdoor, Німеччина | Ґрунт      | Марк Едмондсон   | Пітер Макнамара Пол Макнамі        | 6–2, 4–6, 6–7  |
| Поразка   | 9.   | 1981 | Брисбен, Австралія           | Трава      | Марк Едмондсон   | Род Фролі Кріс Льюїс               | 5–7, 6–4, 6–7  |